# Resolució 1556 del Consell de Seguretat de les Nacions Unides
La Resolució 1556 del Consell de Seguretat de les Nacions Unides fou adoptada el 30 de juliol de 2004. Després de recordar les resolucions 1502 (2003) i 1547 (2004) sobre la situació al Sudan, el Consell va exigir que el govern del Sudan desarmés la milícia Janjaweed i portés a la justícia els que havien comès violacions dels drets humans i del dret internacional humanitari a Darfur.
La resolució, la primera de la seva classe per abordar el conflicte del Darfur, va ser aprovada per 13 membres del Consell, mentre que la Xina i Pakistan es van abstenir. La Xina va dir que algunes mesures incloses en el text de la resolució eren "poc útils", i Pakistan va argumentar que el text final mancava del "balanç necessari".

## Resolució

### Observacions
El Consell de Seguretat va continuar preocupat per la crisi humanitària i els abusos dels drets humans, inclosos els atacs a civils que posaren en perill milers de vides. Va condemnar aquests abusos per part de totes les parts implicades en el conflicte, especialment desplaçaments forçats, violacions i violència ètnica dutes a terme pels Janjaweed contra civils. El Consell va assenyalar que el govern sudanès havia promès investigar la violència, perseguir els responsables i desarmar ela Janjaweed.
El preàmbul de la resolució també va donar la benvinguda als dirigents de la Unió Africana i a un comunicat conjunt emès pel govern sudanès i el secretari general Kofi Annan el 3 de juliol de 2004. Recordava que més d'un milió de persones necessitaven ajuda humanitària urgent, i que 200.000 persones havien fugit a la veïna Txad incrementant la pressió en aquest país. El Consell va determinar que la situació constituïa una amenaça per a la pau i la seguretat internacionals.

### Actes
Actuant sota el Capítol VII de la Carta de les Nacions Unides, el Consell va instar al govern sudanès a complir els compromisos contrets en el comunicat, incloent l'aixecament de les restriccions sobre el lliurament de l'assistència humanitària, cooperar amb una investigació independent sobre l'ésser humà violacions dels drets i reprendre el diàleg amb grups dissidents a Darfur, en particular el Moviment de Justícia i Igualtat (JEM) i Exèrcit d'Alliberament del Sudan (SLM/A). Mentrestant, va donar suport al desplegament d'observadors per part de la Unió Africana a la regió del Darfur. Es va instar a les parts de l'acord d'alto el foc de N'Djamena a l'abril de 2004 per treballar en un acord i es va instar als rebels a respectar l'alto el foc i participar en converses de pau.
La resolució va exigir que Sudan desarmés a Janjaweed i portés als seus líders a judici, amenaçant amb altres mesures en cas d'incompliment del govern sudanès. Al mateix temps, es va imposar un embargament d'armes als grups que operaven a Darfur del Nord, Darfur Occidental i Darfur del Sud, inclòs el Janjaweed, que seria revisat si el Consell determinava que Sudan havia complert amb les seves demandes. L'embargament no s'aplicaria al personal de les Nacions Unides o humanitari i als observadors dels drets humans.
Es va instar a la comunitat internacional a proporcionar ajuda humanitària al Darfur i al Txad. Finalment, el mandat d'una missió anticipada establerta en la resolució 1547 es va ampliar per 90 dies fins al 10 de desembre de 2004.